# Vilaión
Vilaión är en ort i Spanien.   Den ligger i provinsen Province of Asturias och regionen Asturien, i den nordvästra delen av landet, 400 km nordväst om huvudstaden Madrid. Vilaión ligger 372 meter över havet och antalet invånare är 1 795.
Terrängen runt Vilaión är kuperad. Runt Vilaión är det ganska glesbefolkat, med 21 invånare per kvadratkilometer. Närmaste större samhälle är Navia, 9,7 km norr om Vilaión. I omgivningarna runt Vilaión växer i huvudsak blandskog.